# Starosillea, Rozdilna
Starosillea (în ucraineană Старосілля) este un sat în comuna Rozdilna din raionul Rozdilna, regiunea Odesa, Ucraina.

## Demografie
Componența lingvistică a localității Starostîne
     Ucraineană (92,58%)
     Română (4,74%)
     Rusă (2,68%)
Conform recensământului din 2001, majoritatea populației localității Starostîne era vorbitoare de ucraineană (92,58%), existând în minoritate și vorbitori de română (4,74%) și rusă (2,68%).